# Sena (rod)
Sene (znanstveno ime Senna; iz arabščine sanā) so številčen rod rastlin iz reda stročnic in družina metuljnic. Sene so zlasti domorodne v tropskih predelih, nekaj vrst pa raste tudi v območjih z zmernim podnebjem. Število vrst v rodu sen ocenjujejo na okoli 260 do 350. Okoli 50 vrst sen tudi gojijo.
Ime sena se ožje uporablja tudi za zdravilni vrsti iz tega rodu (ostrolistna in ozkolistna sena), katere listi in plodovi imajo odvajalne lastnosti.

## Opis
Različne vrste sen so tako zelnate rastline kot grmi in drevesa. Listi so pernato deljeni. Socvetja so v obliki grozdov, cvet ima pet čašnih listov in pet običajno rumenih venčnih listov. Deset ravnih prašnikov je lahko različnih velikosti, nekateri so lahko sterilni (brez razvitih prašnic). Plod je v obliki stroka in vsebuje več semen.